# Irish National Liberation Army
Irish National Liberation Army (INLA) (irsk: Arm Saoirse Náisiúnta na hÉireann) er en irsk republikansk paramilitær socialistisk gruppering, der arbejder for at løsrive Nordirland fra Storbritannien og skabe et samlet Irland. I både Nordirland og Storbritannien opfattes INLA som en terrororganisation og er derfor forbudt. 
Sammen med sin politiske gren, det marxistiske Irish Republican Socialist Party, fik INLA mest indflydelse i slutningen af 1970'erne og begyndelsen af 1980'erne. Organisationen hed oprindeligt People's Liberation Army og havde som primært formål at beskytte medlemmerne af partiet mod angreb.
Efter en 20 år lang kampagne proklamerede INLA i 1998 en våbenhvile, og i oktober 2009 offentliggjorde man, at man nu kun arbejder for sine mål gennem stilfærdige politiske metoder.